# 赤十字の標章及び名称等の使用の制限に関する法律
赤十字の標章及び名称等の使用の制限に関する法律（せきじゅうじのひょうしょうおよびめいしょうとうのしようのせいげんにかんするほうりつ、昭和22年12月10日法律第159号）は、白地に赤十字、赤新月もしくは赤のライオンおよび太陽の標章もしくは赤十字、ジュネーブ十字、赤新月もしくは赤のライオンおよび太陽の名称またはこれらに類似する記章もしくは名称の使用の制限に関する法律である。
1947年（昭和22年）12月10日に公布された。
なお、この法律は「戦地にある軍隊の傷者及び病者の状態の改善に関する1949年8月12日のジュネーヴ条約（第1条約）」の第44条・第53条・第54条の各規定（同条約第38条に定める白地に赤十字の紋章等を保護するための規定群）およびジュネーヴ諸条約第一追加議定書の第18条を日本国内において実効あらしめるためのものである。
厚生労働省社会・援護局総務課と国土交通省（旧・運輸省）海事局総務課が共同で所管し、外務省国際法局国際法課および特許庁審査業務部商標課と連携して執行にあたる。

## 概要
赤十字等の標章及び名称等をみだりに使用してはならないこと（第1条）、使用できるのは日本赤十字社（第2条）、及び、その許可を受けた者（第3条。都道府県支部及び市町村分区、奉仕団など所属ボランティア及び日本赤十字学園を想定している）のみであること、みだりに使用した場合は懲役または罰金刑に処されること（第4条）を規定している。
- 軍の衛生要員等以外の、平時における赤十字等の標章の使用許可権は、条約上、各国赤十字社の管轄とされている（戦地にある軍隊の傷者及び病者の状態の改善に関する1949年8月12日のジュネーヴ条約（第1条約）第44条第4項）。
- ただし、武力攻撃事態等における国民の保護のための措置に関する法律（国民保護法）第157条第2項では、本法の規定にかかわらず、武力攻撃事態等においては、指定行政機関の長又は都道府県知事は、医療機関や医療関係者に赤十字等の標章を使用させることができるとされている[2]。

かつては自衛隊は軍隊ではないため、戦地にある軍隊の傷者及び病者の状態の改善に関する1949年8月12日のジュネーブ条約に規定された「軍隊およびこれに準ずる組織」に当たらないとして、日本赤十字社が赤十字標章の使用を認めていなかったこともあったとされる。
1947年の法制定時には、第1条に「ジュネーブ条約の原則を海戦に応用する条約第五条に定める標識又はこれに類似する標識は、みだりにこれを船舶に用いてはならない。」と船舶に関する規定があったが、これは2004年6月18日の国民保護法制定時に附則第4条に基づき、削除改定された。
なお、商標法第4条においても本法で規定する標章と同一または類似のものは、商標登録できないとされている。

## 構成
- 第1条（標章及び名称の使用の制限）
- 第2条（日本赤十字社における標章及び名称の使用）
- 第3条（救護場所における使用の許可）
- 第4条（罰則）
- 附則